# Grand Hôtel Esplanade
Le Grand Hôtel Esplanade était l'un des hôtels les plus réputés de Berlin dans les années 1920. Situé dans le quartier de Tiergarten, près de la Potsdamer Platz, il a été ravagé par le bombardement de Berlin pendant la Seconde Guerre mondiale. De l'ancien bâtiment ne s'est conservée qu'une petite partie qui se trouvait à proximité du mur de Berlin à partir de 1961. Après la chute du mur en 1989, les vestiges ont été classés monuments historiques et sont aujourd'hui intégrés au Sony-Center sous une vitrine de verre.

## Historique

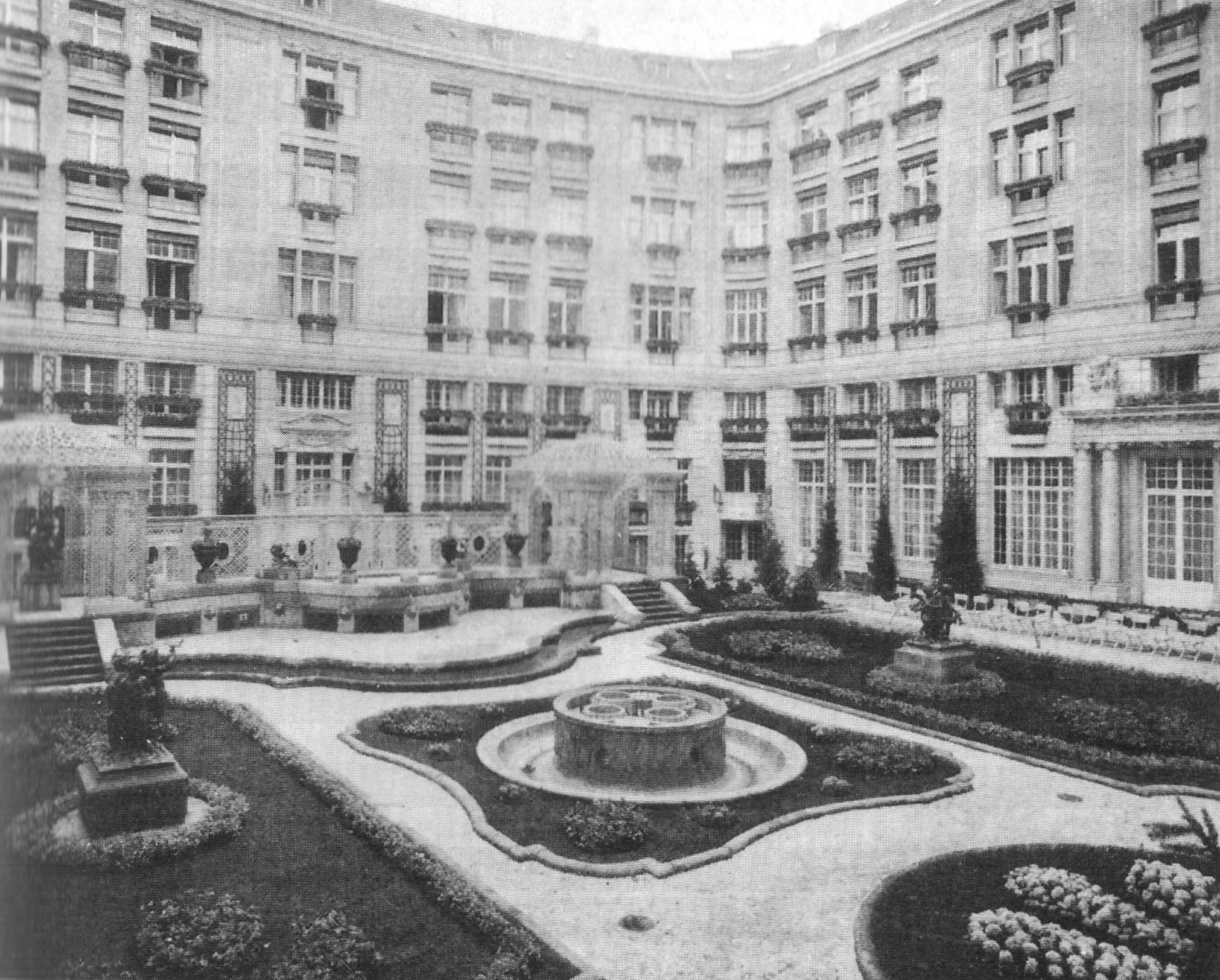
Cour intérieure de l'hôtel avec son jardin.

L'hôtel est construit en 1907-1908 par une société immobilière appartenant aux familles princières Hohenlohe, Fürstenberg et Henckel von Donnersmarck (Guido Henckel von Donnersmarck). Les plans sont confiés à l'architecte Otto Rehnig (1864-1925), qui avait construit l'hôtel Excelsior à proximité. La construction coûte la somme colossale de 23 millions de reichsmarks. L'hôtel est bâti dans le goût néo-baroque et néo-rococo, style prisé par la Belle Époque, aussi bien wilhelminienne qu'européenne. Des salles luxueuses sont aménagées, comme la fameuse Kaisersaal (salon de l'empereur), où Guillaume II invitait ses amis proches, issus de l'aristocratie militaire. Le jardin de 1 600 m2, dessiné par Willi Wendt dans la cour intérieure de l'hôtel, était particulièrement apprécié.

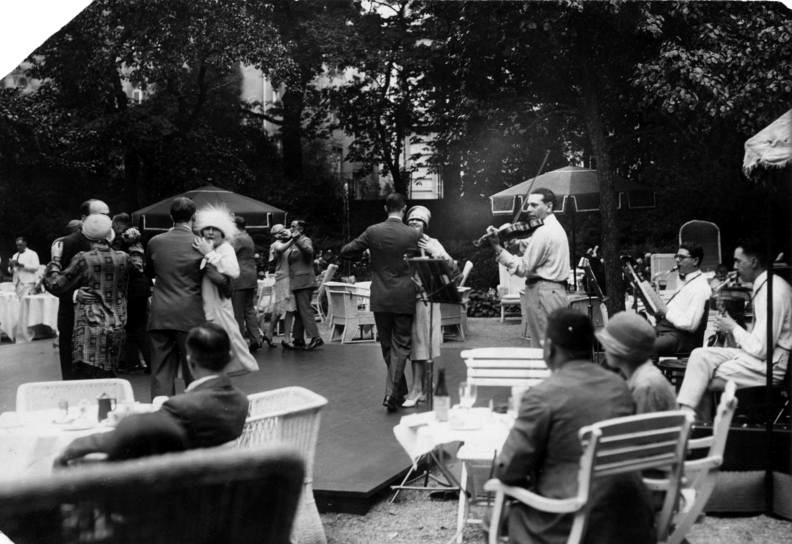
Thé dansant dans le jardin de l'hôtel en 1926.

L'hôtel eut ses heures de gloire sous une nouvelle direction après la Grande Guerre, dans les années 1920, lorsqu'une clientèle internationale, en partie américaine, vint remplacer l'aristocratie et la haute bourgeoisie allemandes ruinées par l'effondrement du mark au début de la république de Weimar. Nombre de vedettes de cinéma, comme Charlie Chaplin ou Greta Garbo, y descendirent. Le futur réalisateur et producteur Billy Wilder y travailla avant le début de sa carrière  en jouant le danseur mondain, et Marek Weber y joua avec son orchestre dansant. De 1925 à 1937, l'orchestre de Barnabás von Géczy est résident à l'hôtel. Le thé dansant était un endroit à la mode dans les années 1920, et la musique qu'on y jouait était retransmise à la radio à partir du début des années 1930. Les fidèles conservateurs de l'ancien Empire allemand aimaient aussi s'y réunir, alors que l'hôtel est plutôt évité par les nazis. Les conjurés du complot du 20 juillet 1944 contre Hitler s'y réunirent à maintes reprises et en attendirent ici le résultat.

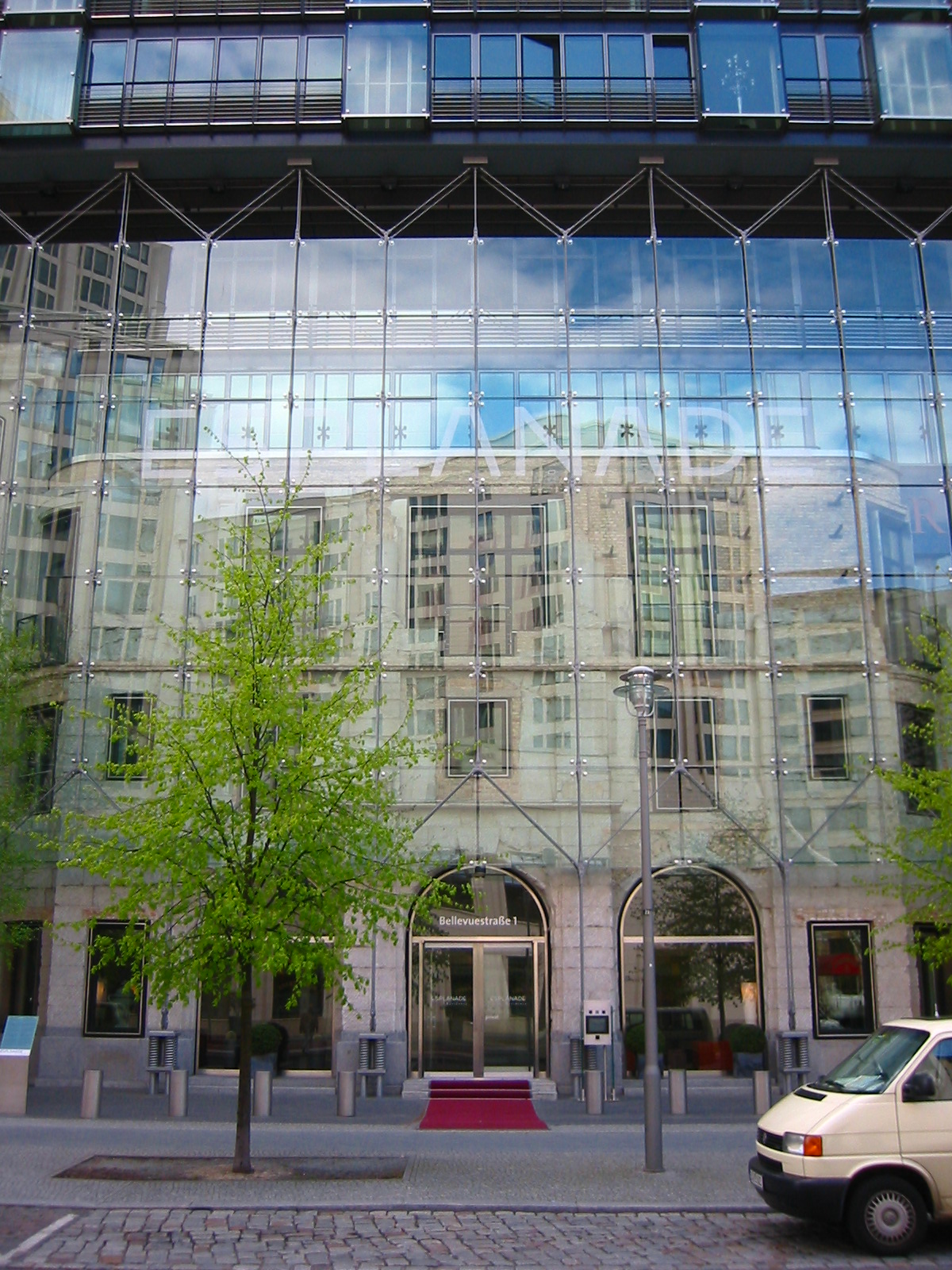
Façade de l'hôtel dans le Sony-Center.

L'hôtel fut presque entièrement détruit par les bombes alliées pendant l'hiver 1944-1945. Mais une partie resta debout, comprenant la Kaisersaal, la salle des petits déjeuners, le grand escalier et les buanderies. Cette partie fut restaurée et utilisée dans les années 1950 comme restaurant et salon de danse, au milieu des ruines, et plus tard pour des défilés de mode. En 1961, la construction du mur de Berlin, à proximité, lui porte un coup dur et en 1981, l'endroit est fermé au public. Pendant cette période des tournages y ont lieu avec la permission de la police, et on aperçoit les lieux dans Cabaret (1972) avec Liza Minnelli, Les Années de plomb (1981) réalisé par Margarethe von Trotta, ou Les Ailes du désir (1987) de Wim Wenders.
Après la réunification, les vestiges ont été classés monuments historiques puis déplacés dans le cadre d'un procédé sophistiqué sur leur site actuel. Depuis 1996, la Kaisersaal fait partie intégrante du Sony Center et les restes de la salle des petits déjeuners font partie du nouveau Café Josty. Un nouvel Grand Hôtel Esplanade, situé plus à l'ouest sur le Landwehrkanal, a été ouvert le 1er mai 1988 ; il fait actuellement partie du groupe Sheraton.

## Source
- (de) Cet article est partiellement ou en totalité issu de l’article de Wikipédia en allemand intitulé « Hotel Esplanade (Berlin) » (voir la liste des auteurs).